# Peñón Peña Blanca
El Islote o Peñón Peña Blanca y las formaciones rocosas de la Punta de Peña Blanca, o también conocido como el Peñón la Peña blanca corresponden a un santuario de la naturaleza ubicado entre las playas El Canelo y El Canelillo en la comuna de Algarrobo, región de Valparaíso, Chile.
Debido a su valor natural, junto a su importante presencia escénica en el imaginario e identidad de los habitantes de las localidades costeras aledañas, fue declarado el 18 de marzo de 1982 como Monumento Nacional, bajo la categoría de Santuario de la Naturaleza.
La propiedad es fiscal y actualmente es administrado por la Ilustre Municipalidad de Algarrobo, además de ser un área protegida en la región de Valparaíso reconocida el Ministerio del Medio Ambiente.
La característica de observatorio natural es un alto atractivo para turistas y ornitólogos, además que habitan numerosas comunidades de aves marinas.

## Características
La principal forma rocosa tiene aproximadamente 30 metros de altura que durante las mareas altas se transforma en islote, mientras que el peñón mide aproximadamente ocho metros.
El islote se encuentra levemente internado hacia el mar y su forma ha sido moldeada por los eventos geográficos, como lo son la erosión del suelo.
La superficie de su suelo está constituida por una masa rocosa granítica cubierta con una capa de guano.
Junto con el islote Pájaros Niños, ubicado al noreste, conforman los extremos de una pequeña bahía, donde se ubican las playas El Canelo y El Canelillo.

## Flora y fauna
El islote es un importante escenario natural de la zona. Posee un rico ecosistema que permite la concentración de una gran diversidad de especies bajo los roqueríos. Además es un área de concentración de avifauna marina, donde es posible identificar las siguientes especies:
- Cormorán negro (Phalacrocorax olivaceus)
- Cormorán de alas coloradas (Phalacrocorax garmardi)
- Pelícano (Pelecanus tagus)
- Piquero (Sula variegata)
- Gaviota dominicana (Larus dominicanus)
- Guanay (Phalacrocorax bougainvillii)
- Gaviota cahuil (Larus maculipenis)
- Zarapito (Numenius fhaeopus)
- Pilpilén negro (Hematopus ater)

La flora que sustenta este hábitat marino está compuesta por especies de algas hasta el límite de alta mar. En el sustrato rocoso hay presencia de especies de gramíneas efímeras resistentes al ambiente marino.